# I liga argentyńska w piłce nożnej (2013/2014)
Mistrzem Argentyny w sezonie 2013/14 został klub River Plate, natomiast wicemistrzem Argentyny został klub San Lorenzo de Almagro.
W sezonie 2013/14 mistrzostwa Argentyny rozegrano w formie dwóch turniejów. Najpierw rozegrano turniej Inicial, w którym zwyciężył klub San Lorenzo de Almagro, a następnie turniej Final wygrany przez klub River Plate. Zwycięzcy obu tych turniejów zmierzyli się w decydującym meczu o mistrzostwo Argentyny.
Do Copa Libertadores w roku 2014 zakwalifikowało się pięć klubów:
- CA Vélez Sarsfield (mistrz Argentyny 2012/13)
- Newell’s Old Boys (zwycięzca turnieju Final 2012/13)
- San Lorenzo de Almagro (zwycięzca turnieju Inicial 2013/14)
- Arsenal Sarandí Buenos Aires (zwycięzca Copa Argentina 2012/2013)
- Club Atlético Lanús (zwycięzca turnieju Copa Sudamericana 2013)

Do Copa Sudamericana w roku 2014 zakwalifikowało się sześć klubów:
- River Plate (mistrz Argentyny 2013/14)
- Boca Juniors (pierwszy najlepszy w tabeli sumarycznej 2013/14)
- Estudiantes La Plata (drugi najlepszy w tabeli sumarycznej 2013/14)
- Gimnasia y Esgrima La Plata (trzeci najlepszy w tabeli sumarycznej 2013/14)
- Godoy Cruz Antonio Tomba (czwarty najlepszy w tabeli sumarycznej 2013/14)
- Rosario Central (piąty najlepszy w tabeli sumarycznej 2013/14)

Do Copa Libertadores w roku 2015 zakwalifikowało się sześć klubów:
- San Lorenzo de Almagro (zwycięzca turnieju Copa Libertadores 2014)
- River Plate (mistrz turnieju Final 2013/14)
- mistrz Argentyny w 2014
- Boca Juniors (1. miejsce w tabeli sumarycznej 2013/14)
- CA Huracán (zwycięzca Copa Argentina 2013/2014)
- najlepszy argentyński klub w turnieju Copa Sudamericana 2014

Tabela spadkowa zadecydowała o tym, które kluby spadną do drugiej ligi (Primera B Nacional Argentina). Bezpośrednio spadły kluby, które w tabeli spadkowej zajęły trzy ostatnie miejsca - CA Colón, CA All Boys i Argentinos Juniors. Na ich miejsce awansowały trzy najlepsze drużyny z drugiej ligi - CA Banfield, Defensa y Justicia Buenos Aires i Independiente.

## Torneo Inicial 2013/2014

### Kolejka 1
| Data             | Mecz |
| ---------------- | --- |
| 2 sierpnia 2013  | Arsenal Sarandí Buenos Aires - Estudiantes La Plata 1:1 Julio César Furch 91k - Duván Esteban Zapata 32                                                                               |
| 2 sierpnia 2013  | Godoy Cruz Antonio Tomba - Argentinos Juniors 3:1 Jorge Winston Curbelo 8, Mauro Iván Óbolo 56, 72 - Rodrigo Gómez 65k mecz rozegrany został na stadionie Estadio Malvinas Argentinas |
| 3 sierpnia 2013  | CA All Boys - Atlético Rafaela 1:1 Mauro Matos 31 - Diego Vera 88 |
| 3 sierpnia 2013  | CA Colón - Racing Club de Avellaneda 1:1 Jacobo Mansilla 25 - Bruno Zuculini 3 |
| 3 sierpnia 2013  | CA Tigre - CA Vélez Sarsfield 1:2 Ángel Gastón Díaz 62k - Lucas David Pratto 54, 90+4k                                                                                                |
| 4 sierpnia 2013  | Gimnasia y Esgrima La Plata - River Plate 1:0 Lucas Matías Licht 75k |
| 4 sierpnia 2013  | Club Atlético Lanús - Belgrano Córdoba 3:0 Santiago Silva 44, 61, Carlos Izquierdoz 72                                                                                                |
| 4 sierpnia 2013  | Rosario Central - CA Argentino de Quilmes 2:0 Carlos Ariel Luna 43, 81 |
| 4 sierpnia 2013  | San Lorenzo de Almagro - Olimpo Bahía Blanca 2:1 Martín Cauteruccio 15, 89 - Nahuel Benítez 26                                                                                        |
| 13 sierpnia 2013 | Boca Juniors - Newell’s Old Boys 2:3 Nicolás Blandi 5, Daniel Díaz 31 - Víctor Marcelino Aquino 46, 50, Milton Casco 16                                                               |

### Kolejka 2
| Data             | Mecz |
| ---------------- | --- |
| 7 sierpnia 2013  | Argentinos Juniors - CA Colón 2:0 Julio Eduardo Barraza 16, Hernán Eduardo Boyero 52                                                                              |
| 7 sierpnia 2013  | Belgrano Córdoba - Boca Juniors 1:2 Sebastián Carrera 7 - Juan Román Riquelme 11k, Daniel Díaz 87 mecz rozegrany został na stadionie Estadio Mario Alberto Kempes |
| 7 sierpnia 2013  | Estudiantes La Plata - CA All Boys 1:0 Gastón Gil Romero 32 mecz rozegrany został na stadionie Estadio Ciudad de La Plata                                         |
| 8 sierpnia 2013  | Atlético Rafaela - Club Atlético Lanús 2:1 Diego Vera 56, Rodrigo Leonel Depetris 67 - Santiago Silva 55                                                          |
| 8 sierpnia 2013  | CA Argentino de Quilmes - Godoy Cruz Antonio Tomba 1:0 Miguel Eduardo Caneo 75                                                                                    |
| 8 sierpnia 2013  | CA Vélez Sarsfield - Arsenal Sarandí Buenos Aires 0:0 |
| 9 sierpnia 2013  | Olimpo Bahía Blanca - CA Tigre 0:0 |
| 9 sierpnia 2013  | Racing Club de Avellaneda - San Lorenzo de Almagro 0:3 Martín Cauteruccio 20, Mauro Cetto 63, Héctor Daniel Villalba 70                                           |
| 9 sierpnia 2013  | River Plate - Rosario Central 1:0 Federico Óscar Andrada 79 |
| 27 sierpnia 2013 | Newell’s Old Boys - Gimnasia y Esgrima La Plata 3:0 Gabriel Heinze 37, Maxi Rodríguez 55, Rinaldo Cruzado 87                                                      |

### Kolejka 3
| Data             | Mecz |
| ---------------- | --- |
| 16 sierpnia 2013 | Arsenal Sarandí Buenos Aires - Olimpo Bahía Blanca 3:1 Ramiro Ángel Carrera 37, Julio César Furch 41, Damián Alberto Pérez 90+1 - Iván José Marcone 81s |
| 16 sierpnia 2013 | CA Colón - CA Argentino de Quilmes 1:0 Rubén Darío Ramírez 80k                                                                                          |
| 17 sierpnia 2013 | San Lorenzo de Almagro - Argentinos Juniors 0:3 Julio Eduardo Barraza 11, Hernán Eduardo Boyero 54, Rodrigo Gómez 65                                    |
| 17 sierpnia 2013 | Gimnasia y Esgrima La Plata - Rosario Central 3:1 Paulo Andrés Ferrari 1s, Federico Iván Rasic 19, Ignacio Martín Fernández 84 - Franco Niell 38        |
| 18 sierpnia 2013 | Boca Juniors - Atlético Rafaela 2:1 Juan Román Riquelme 30, Emanuel Insúa 68 - Lucas Albertengo 41                                                      |
| 18 sierpnia 2013 | Godoy Cruz Antonio Tomba - River Plate 0:0 mecz rozegrany został na stadionie Estadio Malvinas Argentinas                                               |
| 18 sierpnia 2013 | Newell’s Old Boys - Belgrano Córdoba 0:0 |
| 18 sierpnia 2013 | CA Tigre - Racing Club de Avellaneda 3:1 Sergio Ezequiel Araujo 18, 54, José Sand 60 - Rodrigo Javier De Paul 71                                        |
| 18 sierpnia 2013 | CA All Boys - CA Vélez Sarsfield 1:1 Javier Edgardo Cámpora 19 - Maximiliano Pellegrino 58s                                                             |
| 18 sierpnia 2013 | Club Atlético Lanús - Estudiantes La Plata 1:1 Lautaro Acosta 10 - Guido Marcelo Carrillo 2                                                             |

### Kolejka 4
| Data             | Mecz |
| ---------------- | --- |
| 23 sierpnia 2013 | Atlético Rafaela - Newell’s Old Boys 0:2 Marcos Cáceres 50, David Trezeguet 90+1                                                                                    |
| 23 sierpnia 2013 | Belgrano Córdoba - Gimnasia y Esgrima La Plata 1:2 Jorge Luis Velázquez 6 - Federico Iván Rasic 49, 71                                                              |
| 23 sierpnia 2013 | Racing Club de Avellaneda - Arsenal Sarandí Buenos Aires 0:2 Martín Rolle 63, 88                                                                                    |
| 24 sierpnia 2013 | Argentinos Juniors - CA Tigre 1:0 Daniel Villalva 87 |
| 24 sierpnia 2013 | Rosario Central - Godoy Cruz Antonio Tomba 1:0 Sebastián Abreu 85k                                                                                                  |
| 24 sierpnia 2013 | CA Vélez Sarsfield - Club Atlético Lanús 0:0 |
| 25 sierpnia 2013 | Estudiantes La Plata - Boca Juniors 2:0 Guido Marcelo Carrillo 55, 90+1k mecz rozegrany został na stadionie Estadio Ciudad de La Plata                              |
| 25 sierpnia 2013 | Olimpo Bahía Blanca - CA All Boys 1:1 Agustín Vuletich 35 - Jonathan Ferrari 14                                                                                     |
| 25 sierpnia 2013 | River Plate - CA Colón 1:2 Teófilo Gutiérrez 87 - Facundo Nicolás Curuchet 52, Rubén Darío Ramírez 78                                                               |
| 26 sierpnia 2013 | CA Argentino de Quilmes - San Lorenzo de Almagro 3:2 Fernando Telechea 6, Luciano Andrés Abecasis 56, Arnaldo González 77 - Gonzalo Verón 37, Martín Cauteruccio 70 |

### Kolejka 5
| Data             | Mecz |
| ---------------- | --- |
| 31 sierpnia 2013 | CA All Boys - Racing Club de Avellaneda 1:0 Roberto Miguel Battión 17                                                                      |
| 31 sierpnia 2013 | Newell’s Old Boys - Estudiantes La Plata 1:1 Pablo Javier Pérez 54 - Leandro Desábato 90+2                                                 |
| 31 sierpnia 2013 | CA Tigre - CA Argentino de Quilmes 0:1 Norberto Paparatto 45s                                                                              |
| 1 września 2013  | Boca Juniors - CA Vélez Sarsfield 2:1 Ribair Rodríguez 1, Nicolás Blandi 37 - Ezequiel Rescaldani 10                                       |
| 1 września 2013  | CA Colón - Rosario Central 2:1 Rubén Darío Ramírez 28, 79 - Sebastián Abreu 40k                                                            |
| 1 września 2013  | Gimnasia y Esgrima La Plata - Godoy Cruz Antonio Tomba 0:0                                                                                 |
| 1 września 2013  | San Lorenzo de Almagro - River Plate 1:0 Julio Alberto Buffarini 61k                                                                       |
| 2 września 2013  | Arsenal Sarandí Buenos Aires - Argentinos Juniors 0:0                                                                                      |
| 2 września 2013  | Belgrano Córdoba - Atlético Rafaela 3:2 Ezequiel Carlos Maggiolo 43, 48, Luciano Lollo 68 - Cristián Ezequiel Canuhé 18, Andrés Rodales 38 |
| 2 września 2013  | Club Atlético Lanús - Olimpo Bahía Blanca 3:0 Lautaro Acosta 45, Ismael Blanco 71, Nicolás Pasquini 73                                     |

### Kolejka 6
| Data            | Mecz |
| --------------- | --- |
| 6 września 2013 | CA Vélez Sarsfield - Newell’s Old Boys 3:0 Lucas David Pratto 34k, Ramiro Julián Cáseres 71, 86                                                                   |
| 7 września 2013 | Argentinos Juniors - CA All Boys 1:0 Osvaldo Noé Miranda 29 |
| 7 września 2013 | Atlético Rafaela - Gimnasia y Esgrima La Plata 2:1 Rodrigo Leonel Depetris 11, Andrés Rodales 90 - Facundo Pereyra 90+1                                           |
| 7 września 2013 | Estudiantes La Plata - Belgrano Córdoba 1:1 Guido Marcelo Carrillo 44 - Ezequiel Carlos Maggiolo 75 mecz rozegrany został na stadionie Estadio Ciudad de La Plata |
| 7 września 2013 | Godoy Cruz Antonio Tomba - CA Colón 1:0 Jhonathan Ramis 84 mecz rozegrany został na stadionie Estadio Malvinas Argentinas                                         |
| 7 września 2013 | Racing Club de Avellaneda - Club Atlético Lanús 1:1 Carlos Luciano Araujo 66s - Maximiliano Nicolás Velázquez 87                                                  |
| 8 września 2013 | Olimpo Bahía Blanca - Boca Juniors 3:0 Martín Pérez Guedes 7, 81, Agustín Vuletich 70                                                                             |
| 8 września 2013 | CA Argentino de Quilmes - Arsenal Sarandí Buenos Aires 0:1 Martín Rolle 44                                                                                        |
| 8 września 2013 | River Plate - CA Tigre 3:0 Manuel Lanzini 46, 65, Giovanni Pablo Simeone 63                                                                                       |
| 8 września 2013 | Rosario Central - San Lorenzo de Almagro 0:2 Martín Cauteruccio 27, Héctor Daniel Villalba 86                                                                     |

### Kolejka 7
| Data             | Mecz |
| ---------------- | --- |
| 13 września 2013 | Belgrano Córdoba - CA Vélez Sarsfield 3:0 Esteban Nicolás González 35, Fernando Andrés Márquez 62, César Emmanuel Pereyra 64          |
| 13 września 2013 | Club Atlético Lanús - Argentinos Juniors 4:0 Lautaro Acosta 24, Santiago Silva 56, Leandro Daniel Somoza 66, Lucas Santiago Melano 81 |
| 14 września 2013 | CA All Boys - CA Argentino de Quilmes 4:0 Mauro Matos 7, 47, 67, Gonzalo Alejandro Espinoza 79                                        |
| 14 września 2013 | Newell’s Old Boys - Olimpo Bahía Blanca 2:1 David Trezeguet 51, Maxi Rodríguez 75 - Damián Marcelo Musto 36                           |
| 14 września 2013 | San Lorenzo de Almagro - Godoy Cruz Antonio Tomba 0:0                                                                                 |
| 15 września 2013 | Arsenal Sarandí Buenos Aires - River Plate 1:1 Julio César Furch 66 - Gabriel Mercado 11                                              |
| 15 września 2013 | Atlético Rafaela - Estudiantes La Plata 1:0 Lucas Albertengo 16                                                                       |
| 15 września 2013 | Boca Juniors - Racing Club de Avellaneda 2:0 Juan Manuel Sánchez Miño 17, Emmanuel Gigliotti 68                                       |
| 15 września 2013 | CA Tigre - Rosario Central 2:0 Ramiro Emiliano Leone 51, Emiliano Ellacopulos 64                                                      |
| 17 września 2013 | Gimnasia y Esgrima La Plata - CA Colón 1:0 Óscar Matías Carniello 75s                                                                 |

### Kolejka 8
| Data             | Mecz |
| ---------------- | --- |
| 20 września 2013 | Godoy Cruz Antonio Tomba - CA Tigre 2:0 José Luis Fernández 26, Jhonathan Ramis 90+4 mecz rozegrany został na stadionie Estadio Malvinas Argentinas               |
| 20 września 2013 | Racing Club de Avellaneda - Newell’s Old Boys 0:1 Maxi Rodríguez 86                                                                                               |
| 21 września 2013 | Olimpo Bahía Blanca - Belgrano Córdoba 1:1 Ezequiel Cerutti 79 - Carlos Bueno 81                                                                                  |
| 21 września 2013 | Rosario Central - Arsenal Sarandí Buenos Aires 1:1 Sebastián Abreu 90+2 - Jonathan David Gómez 7                                                                  |
| 22 września 2013 | Argentinos Juniors - Boca Juniors 0:0 |
| 22 września 2013 | CA Colón - San Lorenzo de Almagro 0:2 Ignacio Piatti 66, Juan Ignacio Cavallaro 72                                                                                |
| 22 września 2013 | Estudiantes La Plata - Gimnasia y Esgrima La Plata 1:1 Matías Aguirregaray 61 - José Erik Correa 22 mecz rozegrany został na stadionie Estadio Ciudad de La Plata |
| 22 września 2013 | CA Argentino de Quilmes - Club Atlético Lanús 0:0 |
| 22 września 2013 | River Plate - CA All Boys 1:0 Carlos Carbonero 81 |
| 23 września 2013 | CA Vélez Sarsfield - Atlético Rafaela 4:1 Lucas David Pratto 22, Fabián Alberto Cubero 30, Mauro Zárate 61, Leandro Desábato 90+2 - Federico Rafael González 63   |

### Kolejka 9
| Data             | Mecz |
| ---------------- | --- |
| 27 września 2013 | CA All Boys - Rosario Central 1:1 Mauro Matos 48 - Federico Gastón Carrizo 67                                                                                   |
| 27 września 2013 | Arsenal Sarandí Buenos Aires - Godoy Cruz Antonio Tomba 1:0 Ramiro Ángel Carrera 54                                                                             |
| 27 września 2013 | Estudiantes La Plata - CA Vélez Sarsfield 0:0 mecz rozegrany został na stadionie klubu CA Argentino de Quilmes                                                  |
| 28 września 2013 | San Lorenzo de Almagro - Gimnasia y Esgrima La Plata 3:0 Ignacio Piatti 13, 58, Pablo Andrés Alvarado 51                                                        |
| 28 września 2013 | Atlético Rafaela - Olimpo Bahía Blanca 2:0 Diego Vera 8k, Federico Rafael González 83                                                                           |
| 29 września 2013 | Belgrano Córdoba - Racing Club de Avellaneda 3:0 César Emmanuel Pereyra 30, 78, Carlos Bueno 86 mecz rozegrany został na stadionie Estadio Mario Alberto Kempes |
| 29 września 2013 | Boca Juniors - CA Argentino de Quilmes 2:0 Emmanuel Gigliotti 33, 87                                                                                            |
| 29 września 2013 | Club Atlético Lanús - River Plate 0:1 Gabriel Mercado 90 |
| 29 września 2013 | Newell’s Old Boys - Argentinos Juniors 2:0 Maxi Rodríguez 21, Pablo Javier Pérez 71                                                                             |
| 29 września 2013 | CA Tigre - CA Colón 1:0 Ramiro Emiliano Leone 54 |

### Kolejka 10
| Data                | Mecz |
| ------------------- | --- |
| 4 października 2013 | Argentinos Juniors - Belgrano Córdoba 1:3 Hernán Eduardo Boyero 43 - César Emmanuel Pereyra 38, Luciano Lollo 48k, Guillermo Martín Farré 63         |
| 5 października 2013 | Olimpo Bahía Blanca - Estudiantes La Plata 1:1 Matías Sarulyte 90 - Carlos Daniel Auzqui 54                                                          |
| 5 października 2013 | CA Argentino de Quilmes - Newell’s Old Boys 0:2 Maxi Rodríguez 37, Diego Mateo Alustiza 56                                                           |
| 5 października 2013 | San Lorenzo de Almagro - CA Tigre 0:0 |
| 6 października 2013 | Racing Club de Avellaneda - Atlético Rafaela 0:1 Diego Vera 38k                                                                                      |
| 6 października 2013 | River Plate - Boca Juniors 0:1 Emmanuel Gigliotti 23                                                                                                 |
| 7 października 2013 | CA Colón - Arsenal Sarandí Buenos Aires 0:1 Julio César Furch 77                                                                                     |
| 7 października 2013 | Gimnasia y Esgrima La Plata - CA Vélez Sarsfield 2:1 Lucas Matías Licht 64, Maximiliano Eduardo Meza 75 - Mauro Zárate 5                             |
| 7 października 2013 | Godoy Cruz Antonio Tomba - CA All Boys 2:0 Jhonathan Ramis 61, Juan Fernando Garro 88 mecz rozegrany został na stadionie Estadio Malvinas Argentinas |
| 7 października 2013 | Rosario Central - Club Atlético Lanús 2:1 Franco Niell 64, Diego Lagos 76 - Ismael Blanco 69                                                         |

### Kolejka 11
| Data                 | Mecz |
| -------------------- | --- |
| 12 października 2013 | CA All Boys - CA Colón 0:0 |
| 12 października 2013 | Arsenal Sarandí Buenos Aires - San Lorenzo de Almagro 2:1 Julio César Furch 76, 90+1 - Ignacio Piatti 74                                  |
| 12 października 2013 | Atlético Rafaela - Argentinos Juniors 1:0 Diego Ismael Ferreira 32                                                                        |
| 12 października 2013 | Belgrano Córdoba - CA Argentino de Quilmes 0:1 Alan Jesús Alegre 29 mecz rozegrany został na stadionie Estadio Mario Alberto Kempes       |
| 13 października 2013 | Boca Juniors - Rosario Central 1:1 Emmanuel Gigliotti 13 - Sebastián Abreu 89                                                             |
| 13 października 2013 | Estudiantes La Plata - Racing Club de Avellaneda 1:0 José Luis Gómez 47s mecz rozegrany został na stadionie klubu CA Argentino de Quilmes |
| 13 października 2013 | Newell’s Old Boys - River Plate 1:0 Víctor Rubén López 76                                                                                 |
| 13 października 2013 | CA Vélez Sarsfield - Olimpo Bahía Blanca 1:2 Mauro Zárate 12 - Paulo Roberto Rosales 28k, Ezequiel Cerutti 34                             |
| 14 października 2013 | Club Atlético Lanús - Godoy Cruz Antonio Tomba 0:1 José Luis Fernández 8                                                                  |
| 14 października 2013 | CA Tigre - Gimnasia y Esgrima La Plata 1:1 Matías Pérez García 17 - Lucas Matías Licht 12k                                                |

### Kolejka 12
| Data                 | Mecz |
| -------------------- | --- |
| 18 października 2013 | Argentinos Juniors - Estudiantes La Plata 1:0 Daniel Villalva 32 |
| 18 października 2013 | CA Argentino de Quilmes - Atlético Rafaela 1:1 Arnaldo González 71 - Cristián Ezequiel Canuhé 33 |
| 18 października 2013 | Racing Club de Avellaneda - CA Vélez Sarsfield 0:1 Mauro Zárate 21 |
| 19 października 2013 | CA Colón - Club Atlético Lanús 0:3 Diego Hernán González 45, Víctor Hugo Ayala 57, Lucas Santiago Melano 78                                                                                                |
| 19 października 2013 | San Lorenzo de Almagro - CA All Boys 3:0 Ángel Correa 43, 75, Héctor Daniel Villalba 85 |
| 20 października 2013 | Gimnasia y Esgrima La Plata - Olimpo Bahía Blanca 2:2 Ignacio Martín Fernández 24, Facundo Pereyra 78 - Damián Marcelo Musto 65, Agustín Vuletich 74                                                       |
| 20 października 2013 | Godoy Cruz Antonio Tomba - Boca Juniors 2:2 José Luis Fernández 38, Mauro Iván Óbolo 48 - Emmanuel Gigliotti 31, Claudio Daniel Pérez 90+4k mecz rozegrany został na stadionie Estadio Malvinas Argentinas |
| 20 października 2013 | River Plate - Belgrano Córdoba 0:0 |
| 20 października 2013 | Rosario Central - Newell’s Old Boys 2:1 Alejandro César Donatti 12, Hernán Fabián Encina 29 - Maxi Rodríguez 16                                                                                            |
| 20 października 2013 | CA Tigre - Arsenal Sarandí Buenos Aires 2:1 Matías Pérez García 75, Cristián Ariel Bordacahar 77 - Milton Joel Caraglio 66                                                                                 |

### Kolejka 13
| Data                 | Mecz |
| -------------------- | --- |
| 22 października 2013 | CA Vélez Sarsfield - Argentinos Juniors 2:0 Agustín Lionel Allione 32, Lucas David Pratto 85                                                                   |
| 23 października 2013 | CA All Boys - CA Tigre 0:0 |
| 23 października 2013 | Atlético Rafaela - River Plate 0:0 |
| 23 października 2013 | Club Atlético Lanús - San Lorenzo de Almagro 3:2 Jorge Pereyra Díaz 5, 72, Lucas Santiago Melano 63 - Santiago Juan Gentiletti 33, Leandro Atilio Romagnoli 51 |
| 25 października 2013 | Arsenal Sarandí Buenos Aires - Gimnasia y Esgrima La Plata 1:1 Milton Joel Caraglio 18 - Facundo Pereyra 65                                                    |
| 25 października 2013 | Belgrano Córdoba - Rosario Central 0:1 Carlos Ariel Luna 45 |
| 25 października 2013 | Boca Juniors - CA Colón 2:0 Emmanuel Gigliotti 19, Juan Manuel Martínez 21                                                                                     |
| 25 października 2013 | Newell’s Old Boys - Godoy Cruz Antonio Tomba 1:1 Horacio Orzán 7 - José Luis Fernández 60                                                                      |
| 28 października 2013 | Estudiantes La Plata - CA Argentino de Quilmes 1:0 Patricio Julián Rodríguez 64 mecz rozegrany został na stadionie Estadio Ciudad de La Plata                  |
| 28 października 2013 | Olimpo Bahía Blanca - Racing Club de Avellaneda 0:1 Bruno Zuculini 63                                                                                          |

### Kolejka 14
| Data             | Mecz |
| ---------------- | --- |
| 1 listopada 2013 | Arsenal Sarandí Buenos Aires - CA All Boys 1:1 Milton Joel Caraglio 25 - Jonathan Calleri 74                                                                          |
| 1 listopada 2013 | CA Colón - Newell’s Old Boys 2:2 Gabriel Graciani 40, Leonardo Sebastián Prediger 56 - David Trezeguet 73, 84                                                         |
| 2 listopada 2013 | Argentinos Juniors - Olimpo Bahía Blanca 4:0 Hernán Eduardo Boyero 7, Daniel Villalva 14, Juan Edgardo Ramírez 65, Enrique Luis Triverio 74                           |
| 2 listopada 2013 | Gimnasia y Esgrima La Plata - Racing Club de Avellaneda 1:3 Facundo Pereyra 39 - Luciano Vietto 28, Gastón Matías Campi 37, Luciano Vietto 63                         |
| 2 listopada 2013 | Godoy Cruz Antonio Tomba - Belgrano Córdoba 1:1 Leonardo Germán Sigali 77 - Fernando Andrés Márquez 24 mecz rozegrany został na stadionie Estadio Malvinas Argentinas |
| 2 listopada 2013 | Rosario Central - Atlético Rafaela 3:2 Hernán Fabián Encina 53, 87, Antonio César Medina 68 - Lucas Albertengo 15, Diego Vera 49k                                     |
| 3 listopada 2013 | CA Argentino de Quilmes - CA Vélez Sarsfield 1:1 Facundo Ignacio Diz 22 - Facundo Omar Cardozo 83                                                                     |
| 3 listopada 2013 | River Plate - Estudiantes La Plata 1:2 Juan Carlos Menseguez 8 - Román Fernando Martínez 17, Carlos Daniel Auzqui 38                                                  |
| 3 listopada 2013 | San Lorenzo de Almagro - Boca Juniors 1:0 Ángel Correa 47 |
| 3 listopada 2013 | CA Tigre - Club Atlético Lanús 2:3 Matías Pérez García 85, Facundo Sánchez 88 - Nicolás Pasquini 36, Ismael Blanco 58, Fernando Omar Barrientos 75                    |

### Kolejka 15
| Data              | Mecz |
| ----------------- | --- |
| 8 listopada 2013  | Atlético Rafaela - Godoy Cruz Antonio Tomba 3:1 Diego Ismael Ferreira 9, Diego Vera 40, 64k - Jorge Winston Curbelo 83                                         |
| 9 listopada 2013  | CA All Boys - Gimnasia y Esgrima La Plata 2:1 Mauro Matos 15, Agustín Gonzalo Torassa 85 - Lucas Matías Licht 71k                                              |
| 9 listopada 2013  | Estudiantes La Plata - Rosario Central 1:1 Alejandro César Donatti 58s - Paulo Andrés Ferrari 51 mecz rozegrany został na stadionie Estadio Ciudad de La Plata |
| 9 listopada 2013  | Newell’s Old Boys - San Lorenzo de Almagro 1:1 David Trezeguet 25 - Ignacio Piatti 30                                                                          |
| 9 listopada 2013  | Olimpo Bahía Blanca - CA Argentino de Quilmes 0:1 Facundo Ignacio Diz 76                                                                                       |
| 10 listopada 2013 | Belgrano Córdoba - CA Colón 2:0 César Emmanuel Pereyra 8, 45 mecz rozegrany został na stadionie Estadio Mario Alberto Kempes                                   |
| 10 listopada 2013 | Boca Juniors - CA Tigre 2:1 Leandro Paredes 85, Daniel Díaz 90+2 - Claudio Daniel Pérez 18s                                                                    |
| 10 listopada 2013 | Racing Club de Avellaneda - Argentinos Juniors 0:1 Hernán Eduardo Boyero 53                                                                                    |
| 10 listopada 2013 | CA Vélez Sarsfield - River Plate 0:0 |
| 11 listopada 2013 | Club Atlético Lanús - Arsenal Sarandí Buenos Aires 2:0 Nicolás Pasquini 83, Santiago Silva 86                                                                  |

### Kolejka 16
| Data              | Mecz |
| ----------------- | --- |
| 15 listopada 2013 | Gimnasia y Esgrima La Plata - Argentinos Juniors 0:0 |
| 16 listopada 2013 | CA All Boys - Club Atlético Lanús 2:3 Mauro Matos 7k, 25 - Santiago Silva 53, 75, Lautaro Acosta 79                                                                                  |
| 16 listopada 2013 | Godoy Cruz Antonio Tomba - Estudiantes La Plata 2:1 Jorge Winston Curbelo 21k, Leandro Grimi 85 - Santiago Vergini 71 mecz rozegrany został na stadionie Estadio Malvinas Argentinas |
| 16 listopada 2013 | CA Argentino de Quilmes - Racing Club de Avellaneda 1:1 Miguel Eduardo Caneo 41 - Juan Ignacio Dinenno 48                                                                            |
| 16 listopada 2013 | San Lorenzo de Almagro - Belgrano Córdoba 4:2 Emanuel Matías Más 2, Ángel Correa 10, Ignacio Piatti 63, Mauro Cetto 72 - César Emmanuel Pereyra 28, Pablo Andrés Alvarado 60s        |
| 17 listopada 2013 | Arsenal Sarandí Buenos Aires - Boca Juniors 3:2 Nicolás Diego Aguirre 15, Milton Joel Caraglio 27, Ramiro Ángel Carrera 55 - Matías Caruzzo 50, Claudio Riaño 76                     |
| 17 listopada 2013 | River Plate - Olimpo Bahía Blanca 1:3 Giovanni Pablo Simeone 9 - Martín Pérez Guedes 44, Iván Alejandro Furios 65, Davíd Alejandro Vega 79                                           |
| 17 listopada 2013 | Rosario Central - CA Vélez Sarsfield 2:3 Walter Rubén Acuña 87, Gonzalo Rubén Castillejos 90 - Ramiro Julián Cáseres 11, 46, 54                                                      |
| 18 listopada 2013 | CA Colón - Atlético Rafaela 0:1 piłkarze klubu Colón nie wyszli na boisko z powodu zaległych wypłat; 11 grudnia przyznano walkower 1:0 dla drużyny Atlético Rafaela                  |
| 18 listopada 2013 | CA Tigre - Newell’s Old Boys 2:1 Sebastián Rusculleda 35, Ángel Gastón Díaz 64k - Fabián Miguel Muñoz 20                                                                             |

### Kolejka 17
| Data              | Mecz |
| ----------------- | --- |
| 22 listopada 2013 | CA Vélez Sarsfield - Godoy Cruz Antonio Tomba 2:1 Agustín Lionel Allione 57, Lucas David Pratto 85 - Mauro Iván Óbolo 3                            |
| 23 listopada 2013 | Argentinos Juniors - CA Argentino de Quilmes 1:1 Rodrigo Gómez 41 - Pablo Sebastián Garnier 22                                                     |
| 23 listopada 2013 | Atlético Rafaela - San Lorenzo de Almagro 2:2 Lucas Albertengo 11, Diego Vera 51 - Ignacio Piatti 66, 86                                           |
| 23 listopada 2013 | Olimpo Bahía Blanca - Rosario Central 1:0 Dylan Gissi 77                                                                                           |
| 24 listopada 2013 | Boca Juniors - CA All Boys 0:2 Roberto Miguel Battión 47, Mauro Matos 54                                                                           |
| 24 listopada 2013 | Club Atlético Lanús - Gimnasia y Esgrima La Plata 0:0                                                                                              |
| 24 listopada 2013 | Newell’s Old Boys - Arsenal Sarandí Buenos Aires 1:1 Marcos Cáceres 35 - Mariano Raúl Echeverría 50                                                |
| 24 listopada 2013 | Racing Club de Avellaneda - River Plate 1:0 Bruno Zuculini 13                                                                                      |
| 25 listopada 2013 | Belgrano Córdoba - CA Tigre 2:0 César Emmanuel Pereyra 2, Javier Hernán García 90s mecz rozegrany został na stadionie Estadio Mario Alberto Kempes |
| 25 listopada 2013 | Estudiantes La Plata - CA Colón 1:0 Leandro Desábato 17 mecz rozegrany został na stadionie Estadio Ciudad de La Plata                              |

### Kolejka 18
| Data              | Mecz |
| ----------------- | --- |
| 29 listopada 2013 | Godoy Cruz Antonio Tomba - Olimpo Bahía Blanca 0:1 Dylan Gissi 15 mecz rozegrany został na stadionie Estadio Malvinas Argentinas                                                          |
| 29 listopada 2013 | Rosario Central - Racing Club de Avellaneda 1:1 Gonzalo Rubén Castillejos 6 - Gabriel Hauche 87                                                                                           |
| 30 listopada 2013 | CA All Boys - Newell’s Old Boys 3:1 Maximiliano Ezequiel Núñez 9, Gonzalo Alejandro Espinoza 10, Hernán Gustavo Grana 35 - Pablo Javier Pérez 65                                          |
| 30 listopada 2013 | Arsenal Sarandí Buenos Aires - Belgrano Córdoba 1:4 Hugo Martín Nervo 46 - César Emmanuel Pereyra 11k, Esteban Nicolás González 40, Guillermo Martín Farré 79, Damián Alberto Pérez 90+2s |
| 30 listopada 2013 | CA Colón - CA Vélez Sarsfield 0:2 Mauro Zárate 24, Lucas David Pratto 79k |
| 30 listopada 2013 | CA Tigre - Atlético Rafaela 3:1 Guillermo Cosaro 8, 81, Pablo Vitti 90 - Rodrigo Leonel Depetris 62                                                                                       |
| 1 grudnia 2013    | Gimnasia y Esgrima La Plata - CA Argentino de Quilmes 3:2 Facundo Pereyra 5, 37, José Erik Correa 47 - Jonathan Zacaría 19, Joaquín Boghossian 70k                                        |
| 1 grudnia 2013    | Club Atlético Lanús - Boca Juniors 2:2 Marcos Emanuel Astina 23, Óscar Junior Benítez 62 - Nicolás Blandi 51, Juan Manuel Sánchez Miño 65                                                 |
| 1 grudnia 2013    | River Plate - Argentinos Juniors 1:0 Sergio Javier Vittor 74s |
| 1 grudnia 2013    | San Lorenzo de Almagro - Estudiantes La Plata 0:0 |

### Kolejka 19
| Data            | Mecz |
| --------------- | --- |
| 6 grudnia 2013  | Belgrano Córdoba - CA All Boys 1:0 Carlos Bueno 38 mecz rozegrany został na stadionie Estadio Mario Alberto Kempes |
| 6 grudnia 2013  | Racing Club de Avellaneda - Godoy Cruz Antonio Tomba 2:0 Bruno Zuculini 5, Diego Nicolás Villar 26 |
| 7 grudnia 2013  | Argentinos Juniors - Rosario Central 1:2 Hernán Eduardo Boyero 51 - Sebastián Abreu 40k, Walter Rubén Acuña 61 |
| 7 grudnia 2013  | Atlético Rafaela - Arsenal Sarandí Buenos Aires 1:1 Lucas Albertengo 69 - Mariano Raúl Echeverría 75 |
| 8 grudnia 2013  | Boca Juniors - Gimnasia y Esgrima La Plata 1:1 Emmanuel Gigliotti 49 - Franco Gabriel Mussis 37 |
| 8 grudnia 2013  | Estudiantes La Plata - CA Tigre 0:2 Pablo Vitti 14, Matías Pérez García 54 mecz rozegrany został na stadionie Estadio Ciudad de La Plata |
| 8 grudnia 2013  | CA Argentino de Quilmes - River Plate 1:1 Lucas Pérez Godoy 46 - Carlos Carbonero 90 |
| 9 grudnia 2013  | Olimpo Bahía Blanca - CA Colón 1:0 Davíd Alejandro Vega 90 |
| 15 grudnia 2013 | Newell’s Old Boys - Club Atlético Lanús 2:2 Pablo Javier Pérez 52, Carlos Izquierdoz 67s - Paolo Goltz 55, Jorge Pereyra Díaz 74 |
| 15 grudnia 2013 | CA Vélez Sarsfield - San Lorenzo de Almagro 0:0 Sędzia: Néstor Fabián Pitana Żółte kartki: Lucas Daniel Romero 10, Leandro Desábato 51, Agustín Lionel Allione 68 / Walter Kannemann 9 Club Atlético Vélez Sársfield: Sebastián Sosa - Fernando Omar Tobio, Emiliano Ramiro Papa, Fabián Alberto Cubero (kapitan, 69 Matías Pérez Acuña), Sebastián Enrique Domínguez (69 kapitan), Federico Insúa (67 Héctor Miguel Canteros), Lucas David Pratto, Agustín Lionel Allione, Leandro Desábato (75 Ezequiel Rescaldini), Ramiro Julián Cáseres, Lucas Daniel Romero. Trener: Ricardo Gareca. Rezerwowi: Alan Aguerre, Jonathan Copete, Brian Federico Ferreira, Facundo Omar Cardozo. Club Atlético San Lorenzo de Almagro: Sebastián Alberto Torrico - Mauro Cetto, Juan Ignacio Mercier (67 kapitan), Santiago Juan Gentiletti, Julio Alberto Buffarini, Leandro Atilio Romagnoli (kapitan, 67 Juan Ignacio Cavallaro), Ángel Correa (82 Enzo Kalinski), Walter Kannemann, Néstor Ortigoza, Alan Nahuel Ruiz (71 Héctor Daniel Villalba), Ignacio Piatti. Trener: Juan Antonio Pizzi. Rezerwowi: Cristian Darío Álvarez, Gonzalo Sebastián Prósperi, Fernando Gastón Elizari, Emmanuel David Más Sgros. |

### Tabela końcowa Torneo Inicial 2013/2014
| Poz | Klub                         | Mecze | Zw | Rem | Por | Pkt | BrZd | BrStr |
| --- | ---------------------------- | ----- | -- | --- | --- | --- | ---- | ----- |
| 1   | San Lorenzo de Almagro       | 19    | 9  | 6   | 4   | 33  | 29   | 17    |
| 2   | Club Atlético Lanús          | 19    | 8  | 7   | 4   | 31  | 32   | 18    |
| 3   | CA Vélez Sarsfield           | 19    | 8  | 7   | 4   | 31  | 24   | 16    |
| 4   | Newell’s Old Boys            | 19    | 8  | 7   | 4   | 31  | 27   | 21    |
| 5   | Arsenal Sarandí Buenos Aires | 19    | 7  | 9   | 3   | 30  | 22   | 19    |
| 6   | Belgrano Córdoba             | 19    | 8  | 5   | 6   | 29  | 28   | 20    |
| 7   | Boca Juniors                 | 19    | 8  | 5   | 6   | 29  | 25   | 24    |
| 8   | Atlético Rafaela             | 19    | 8  | 5   | 6   | 29  | 25   | 25    |
| 9   | Estudiantes La Plata         | 19    | 6  | 9   | 4   | 27  | 16   | 14    |
| 10  | Rosario Central              | 19    | 7  | 5   | 7   | 26  | 22   | 24    |
| 11  | Gimnasia y Esgrima La Plata  | 19    | 6  | 8   | 5   | 26  | 21   | 24    |
| 12  | CA Tigre                     | 19    | 7  | 4   | 8   | 25  | 20   | 21    |
| 13  | Argentinos Juniors           | 19    | 7  | 4   | 8   | 25  | 17   | 19    |
| 14  | Godoy Cruz Antonio Tomba     | 19    | 6  | 6   | 7   | 24  | 17   | 17    |
| 15  | Olimpo Bahía Blanca          | 19    | 6  | 5   | 8   | 23  | 19   | 25    |
| 16  | CA All Boys                  | 19    | 5  | 7   | 7   | 22  | 19   | 19    |
| 17  | River Plate                  | 19    | 5  | 6   | 8   | 21  | 12   | 14    |
| 18  | CA Argentino de Quilmes      | 19    | 5  | 6   | 8   | 21  | 14   | 23    |
| 19  | Racing Club de Avellaneda    | 19    | 4  | 4   | 11  | 16  | 12   | 24    |
| 20  | CA Colón                     | 19    | 3  | 3   | 13  | 6   | 8    | 25    |

Klubowi CA Colón odjęto 6 punktów z powodu długu, jaki do FIFA zgłosił meksykański klub Atlante.

### Klasyfikacja strzelców bramek Torneo Inicial 2013/2014
| Gole | Piłkarz                | Klub                         |
| ---- | ---------------------- | ---------------------------- |
| 10   | César Emmanuel Pereyra | Belgrano Córdoba             |
| 9    | Mauro Matos            | CA All Boys                  |
| 9    | Emmanuel Gigliotti     | Boca Juniors                 |
| 8    | Ignacio Piatti         | San Lorenzo de Almagro       |
| 8    | Diego Vera             | Atlético Rafaela             |
| 8    | Santiago Silva         | Club Atlético Lanús          |
| 7    | Lucas David Pratto     | Vélez Sarsfield              |
| 6    | Julio César Furch      | Arsenal Sarandí Buenos Aires |
| 6    | Maxi Rodríguez         | Newell’s Old Boys            |

## Torneo Final 2013/2014

### Kolejka 1
| Data           | Mecz |
| -------------- | --- |
| 7 lutego 2014  | Estudiantes La Plata - Arsenal Sarandí Buenos Aires 1:0 Diego Luis Braghieri 25s mecz rozegrany został na stadionie Estadio Ciudad de La Plata                                           |
| 7 lutego 2014  | Olimpo Bahía Blanca - San Lorenzo de Almagro 2:0 Ezequiel Miralles 68, Iván Alejandro Furios 72                                                                                          |
| 7 lutego 2014  | CA Vélez Sarsfield - CA Tigre 0:0 |
| 8 lutego 2014  | Argentinos Juniors - Godoy Cruz Antonio Tomba 2:1 Leonardo Pisculichi 25, Lucas Cano 59 - Mauro Iván Óbolo 78                                                                            |
| 8 lutego 2014  | Atlético Rafaela - CA All Boys 1:1 Rodrigo Leonel Depetris 84 - Javier Edgardo Cámpora 49                                                                                                |
| 8 lutego 2014  | Racing Club de Avellaneda - CA Colón 3:0 Valentín Nicolás Viola 38, Gabriel Hauche 45, Luciano Vietto 90                                                                                 |
| 9 lutego 2014  | Newell’s Old Boys - Boca Juniors 0:0 |
| 9 lutego 2014  | CA Argentino de Quilmes - Rosario Central 0:1 Hernán Fabián Encina 34 |
| 9 lutego 2014  | River Plate - Gimnasia y Esgrima La Plata 1:0 Leonardo Ponzio 45 |
| 10 lutego 2014 | Belgrano Córdoba - Club Atlético Lanús 2:2 Paolo Goltz 32s, Luciano Lollo 40k - Jorge Alberto Ortiz 10, Ismael Blanco 76 mecz rozegrany został na stadionie Estadio Mario Alberto Kempes |

### Kolejka 2
| Data           | Mecz |
| -------------- | --- |
| 14 lutego 2014 | Godoy Cruz Antonio Tomba - CA Argentino de Quilmes 2:0 Gonzalo Pablo Castellani 25, Claudio Ezequiel Aquino 31 mecz rozegrany został na stadionie Estadio Malvinas Argentinas |
| 15 lutego 2014 | CA All Boys - Estudiantes La Plata 0:1 Guido Marcelo Carrillo 65 |
| 15 lutego 2014 | Arsenal Sarandí Buenos Aires - CA Vélez Sarsfield 1:3 Mariano Raúl Echeverría 85 - Mauro Zárate 48, 58, Jorge Correa 62                                                       |
| 15 lutego 2014 | CA Colón - Argentinos Juniors 1:0 Gabriel Graciani 55 |
| 15 lutego 2014 | San Lorenzo de Almagro - Racing Club de Avellaneda 1:0 Nicolás Blandi 8 |
| 15 lutego 2014 | CA Tigre - Olimpo Bahía Blanca 0:0 |
| 16 lutego 2014 | Boca Juniors - Belgrano Córdoba 2:3 Juan Forlín 7, Luciano Federico Acosta 90+2 - Emiliano Ariel Rigoni 46, Luciano Lollo 65k, César Emmanuel Pereyra 90                      |
| 16 lutego 2014 | Gimnasia y Esgrima La Plata - Newell’s Old Boys 3:0 Ángel Gastón Díaz 9, Juan Carlos Blengio 60, Facundo Pereyra 80                                                           |
| 16 lutego 2014 | Club Atlético Lanús - Atlético Rafaela 0:3 Diego Vera 28, 42, Cristián Ezequiel Canuhé 70                                                                                     |
| 16 lutego 2014 | Rosario Central - River Plate 1:1 Carlos Ariel Luna 29 - Manuel Lanzini 4 |

### Kolejka 3
| Data           | Mecz |
| -------------- | --- |
| 18 lutego 2014 | Olimpo Bahía Blanca - Arsenal Sarandí Buenos Aires 0:2 Julio César Furch 44, Ramiro Ángel Carrera 87                                                           |
| 18 lutego 2014 | Racing Club de Avellaneda - CA Tigre 0:1 Ignacio Canuto 9 |
| 18 lutego 2014 | CA Vélez Sarsfield - CA All Boys 3:0 Mauro Zárate 29, Jorge Correa 49, Ramiro Julián Cáseres 73                                                                |
| 19 lutego 2014 | Argentinos Juniors - San Lorenzo de Almagro 0:2 Leandro Atilio Romagnoli 43, Mauro Matos 78                                                                    |
| 19 lutego 2014 | Estudiantes La Plata - Club Atlético Lanús 2:1 Guido Marcelo Carrillo 10, 63 - Santiago Silva 45 mecz rozegrany został na stadionie Estadio Ciudad de La Plata |
| 19 lutego 2014 | CA Argentino de Quilmes - CA Colón 0:2 Gabriel Graciani 21, Lucas León Landa 24                                                                                |
| 19 lutego 2014 | River Plate - Godoy Cruz Antonio Tomba 1:2 Fernando Cavenaghi 11 - Leandro Grimi 16, Julio César Rodríguez 90+3                                                |
| 20 lutego 2014 | Atlético Rafaela - Boca Juniors 1:0 Rodrigo Erramuspe 56 |
| 20 lutego 2014 | Belgrano Córdoba - Newell’s Old Boys 1:1 Gabriel Heinze 68s - Maxi Rodríguez 62k mecz rozegrany został na stadionie Estadio Mario Alberto Kempes               |
| 20 lutego 2014 | Rosario Central - Gimnasia y Esgrima La Plata 3:1 Alejandro César Donatti 26, Federico Gastón Carrizo 65, Walter Rubén Acuña 89 - Ariel Matías García 7        |

### Kolejka 4
| Data           | Mecz |
| -------------- | --- |
| 22 lutego 2014 | CA All Boys - Olimpo Bahía Blanca 1:0 Juan Cruz Careaga 6                                                                                                   |
| 22 lutego 2014 | Arsenal Sarandí Buenos Aires - Racing Club de Avellaneda 3:1 Mariano Raúl Echeverría 17, Ramiro Ángel Carrera 22, Julio César Furch 38 - Sebastián Saja 20k |
| 22 lutego 2014 | Club Atlético Lanús - CA Vélez Sarsfield 3:2 Jorge Pereyra Díaz 21, Óscar Junior Benítez 37, 56 - Mauro Zárate 24, Emiliano Papa 74                         |
| 23 lutego 2014 | Boca Juniors - Estudiantes La Plata 1:0 Emmanuel Gigliotti 42                                                                                               |
| 23 lutego 2014 | CA Colón - River Plate 3:1 Gabriel Graciani 17, 87, Carlos Martín Luque 71 - Fernando Cavenaghi 74                                                          |
| 23 lutego 2014 | Newell’s Old Boys - Atlético Rafaela 4:1 Milton Casco 4, Fabián Miguel Muñoz 9, Víctor Alberto Figueroa 57, Maxi Rodríguez 90+3 - Diego Vera 18k            |
| 23 lutego 2014 | San Lorenzo de Almagro - CA Argentino de Quilmes 1:0 Ignacio Piatti 56                                                                                      |
| 24 lutego 2014 | Gimnasia y Esgrima La Plata - Belgrano Córdoba 2:2 José Erik Correa 1, Lucas Matías Licht 40k - Luciano Lollo 44, Jorge Luis Velázquez 70                   |
| 24 lutego 2014 | Godoy Cruz Antonio Tomba - Rosario Central 3:0 Gonzalo Pablo Castellani 43, 48, 89 mecz rozegrany został na stadionie Estadio Malvinas Argentinas           |
| 24 lutego 2014 | CA Tigre - Argentinos Juniors 0:0 |

### Kolejka 5
| Data           | Mecz |
| -------------- | --- |
| 28 lutego 2014 | Godoy Cruz Antonio Tomba - Gimnasia y Esgrima La Plata 0:2 Ángel Gastón Díaz 13, Facundo Pereyra 16 mecz rozegrany został na stadionie Estadio Malvinas Argentinas |
| 28 lutego 2014 | Racing Club de Avellaneda - CA All Boys 1:1 Diego Nicolás Villar 36 - Marcelo Bustamante 88                                                                        |
| 1 marca 2014   | Argentinos Juniors - Arsenal Sarandí Buenos Aires 2:0 Leonardo Pisculichi 43, 45                                                                                   |
| 1 marca 2014   | Atlético Rafaela - Belgrano Córdoba 1:2 Juan Eduardo Eluchans 3 - Lucas Elio Aveldaño 35, Lucas Pittinari 60                                                       |
| 1 marca 2014   | Rosario Central - CA Colón 0:1 Carlos Martín Luque 32 |
| 1 marca 2014   | CA Vélez Sarsfield - Boca Juniors 1:0 Mauro Zárate 29 |
| 2 marca 2014   | Estudiantes La Plata - Newell’s Old Boys 0:0 mecz rozegrany został na stadionie Estadio Ciudad de La Plata                                                         |
| 2 marca 2014   | Olimpo Bahía Blanca - Club Atlético Lanús 2:0 Iván Alejandro Furios 83, José Adolfo Valencia 90+3                                                                  |
| 2 marca 2014   | CA Argentino de Quilmes - CA Tigre 1:0 Sebastián Ariel Romero 18                                                                                                   |
| 2 marca 2014   | River Plate - San Lorenzo de Almagro 1:0 Teófilo Gutiérrez 21 |

### Kolejka 6
| Data         | Mecz |
| ------------ | --- |
| 4 marca 2014 | CA All Boys - Argentinos Juniors 0:0 |
| 4 marca 2014 | CA Colón - Godoy Cruz Antonio Tomba 1:1 Marcelo Meli 65 - Leonardo Germán Sigali 85                                                                                 |
| 4 marca 2014 | Gimnasia y Esgrima La Plata - Atlético Rafaela 1:1 Omar Pouso 25 - Lucas Albertengo 45                                                                              |
| 5 marca 2014 | Belgrano Córdoba - Estudiantes La Plata 1:1 César Emmanuel Pereyra 88k - Román Fernando Martínez 72 mecz rozegrany został na stadionie Estadio Mario Alberto Kempes |
| 5 marca 2014 | Boca Juniors - Olimpo Bahía Blanca 2:0 Juan Manuel Sánchez Miño 53, Juan Román Riquelme 85k                                                                         |
| 5 marca 2014 | Club Atlético Lanús - Racing Club de Avellaneda 1:0 Fernando Omar Barrientos 28                                                                                     |
| 5 marca 2014 | Newell’s Old Boys - CA Vélez Sarsfield 4:1 Gabriel Heinze 45, Milton Casco 47, Cristián Alberto Díaz 55, Víctor Alberto Figueroa 88 - Roberto Nanni 79              |
| 6 marca 2014 | Arsenal Sarandí Buenos Aires - CA Argentino de Quilmes 0:2 Sebastián Rodrigo Martínez 23, Sergio Hipperdinger 90+7                                                  |
| 6 marca 2014 | San Lorenzo de Almagro - Rosario Central 2:1 Nicolás Blandi 85, 88 - Carlos Ariel Luna 4                                                                            |
| 6 marca 2014 | CA Tigre - River Plate 0:0 |

### Kolejka 7
| Data          | Mecz |
| ------------- | --- |
| 8 marca 2014  | Argentinos Juniors - Club Atlético Lanús 0:2 Diego Hernán González 45, Jorge Alberto Ortiz 84                                                                          |
| 8 marca 2014  | CA Colón - Gimnasia y Esgrima La Plata 0:0 |
| 8 marca 2014  | Estudiantes La Plata - Atlético Rafaela 0:0 mecz rozegrany został na stadionie Estadio Ciudad de La Plata                                                              |
| 8 marca 2014  | CA Vélez Sarsfield - Belgrano Córdoba 3:1 Mauro Zárate 48, Agustín Lionel Allione 61, Lucas David Pratto 89 - Guillermo Martín Farré 12                                |
| 9 marca 2014  | Godoy Cruz Antonio Tomba - San Lorenzo de Almagro 1:1 Facundo Andrés Castillón 90+2 - Nicolás Blandi 83 mecz rozegrany został na stadionie Estadio Malvinas Argentinas |
| 9 marca 2014  | Olimpo Bahía Blanca - Newell’s Old Boys 1:0 Ezequiel Cerutti 16 |
| 9 marca 2014  | Racing Club de Avellaneda - Boca Juniors 1:2 Sebastián Saja 68k - Juan Manuel Sánchez Miño 25, Cristián Damián Erbes 76                                                |
| 9 marca 2014  | River Plate - Arsenal Sarandí Buenos Aires 1:0 Fernando Cavenaghi 61k                                                                                                  |
| 10 marca 2014 | CA Argentino de Quilmes - CA All Boys 1:2 Miguel Eduardo Caneo 90+1 - Carlos Damián Casteglione 27, Nicolás Alejandro Cabrera 83                                       |
| 10 marca 2014 | Rosario Central - CA Tigre 1:1 Paulo Andrés Ferrari 63 - Pablo Vitti 86                                                                                                |

### Kolejka 8
| Data          | Mecz |
| ------------- | --- |
| 14 marca 2014 | Atlético Rafaela - CA Vélez Sarsfield 3:1 Lucas Albertengo 15, Diego Vera 38, Federico Rafael González 80 - Lucas David Pratto 90+2                               |
| 15 marca 2014 | Belgrano Córdoba - Olimpo Bahía Blanca 1:1 Ezequiel Carlos Maggiolo 86 - Davíd Alejandro Vega 75k mecz rozegrany został na stadionie Estadio Mario Alberto Kempes |
| 15 marca 2014 | San Lorenzo de Almagro - CA Colón 0:0 |
| 15 marca 2014 | CA Tigre - Godoy Cruz Antonio Tomba 0:0 |
| 16 marca 2014 | CA All Boys - River Plate 3:2 Gonzalo Alejandro Espinoza 33, Agustín Gonzalo Torassa 46, Jonathan Calleri 48 - Carlos Carbonero 15, 63                            |
| 16 marca 2014 | Arsenal Sarandí Buenos Aires - Rosario Central 1:1 Julio César Furch 41 - Federico Gastón Carrizo 83                                                              |
| 16 marca 2014 | Boca Juniors - Argentinos Juniors 1:1 Emmanuel Gigliotti 37 - Leonardo Pisculichi 87                                                                              |
| 16 marca 2014 | Gimnasia y Esgrima La Plata - Estudiantes La Plata 0:1 Franco Jara 10                                                                                             |
| 16 marca 2014 | Newell’s Old Boys - Racing Club de Avellaneda 2:0 Ezequiel Ponce 10, David Trezeguet 83                                                                           |
| 17 marca 2014 | Club Atlético Lanús - CA Argentino de Quilmes 1:0 Jorge Pereyra Díaz 74                                                                                           |

### Kolejka 9
| Data          | Mecz |
| ------------- | --- |
| 21 marca 2014 | CA Colón - CA Tigre 1:0 Lucas Nicolás Alario 4k |
| 21 marca 2014 | Olimpo Bahía Blanca - Atlético Rafaela 2:1 Dylan Gissi 6, José Adolfo Valencia 73 - Federico Rafael González 54                                                            |
| 22 marca 2014 | Argentinos Juniors - Newell’s Old Boys 0:0 |
| 22 marca 2014 | Racing Club de Avellaneda - Belgrano Córdoba 2:0 Sebastián Saja 35k, Gabriel Hauche 89                                                                                     |
| 22 marca 2014 | Rosario Central - CA All Boys 2:0 Sebastián Abreu 37k, Walter Rubén Acuña 57                                                                                               |
| 22 marca 2014 | CA Vélez Sarsfield - Estudiantes La Plata 1:1 Jorge Correa 88 - Guido Marcelo Carrillo 46                                                                                  |
| 23 marca 2014 | Gimnasia y Esgrima La Plata - San Lorenzo de Almagro 2:1 Osvaldo Rubén Barsottini 79, Luis Arturo Peralta 88 - Ángel Correa 48                                             |
| 23 marca 2014 | Godoy Cruz Antonio Tomba - Arsenal Sarandí Buenos Aires 2:1 Mauro Iván Óbolo 43, 82 - Mauricio Sperdutti 72 mecz rozegrany został na stadionie Estadio Malvinas Argentinas |
| 23 marca 2014 | CA Argentino de Quilmes - Boca Juniors 0:0 |
| 23 marca 2014 | River Plate - Club Atlético Lanús 2:0 Fernando Cavenaghi 35, Daniel Villalva 71                                                                                            |

### Kolejka 10
| Data          | Mecz |
| ------------- | --- |
| 28 marca 2014 | CA All Boys - Godoy Cruz Antonio Tomba 0:0 |
| 28 marca 2014 | Belgrano Córdoba - Argentinos Juniors 0:0 mecz rozegrany został na stadionie Estadio Mario Alberto Kempes                                                                    |
| 28 marca 2014 | Estudiantes La Plata - Olimpo Bahía Blanca 0:0 mecz rozegrany został na stadionie klubu CA Argentino de Quilmes                                                              |
| 29 marca 2014 | Atlético Rafaela - Racing Club de Avellaneda 2:2 Lucas Albertengo 53, Adrián Jesús Bastía 59 - Rodrigo Javier De Paul 51, Luciano Vietto 83                                  |
| 29 marca 2014 | Newell’s Old Boys - CA Argentino de Quilmes 1:1 David Trezeguet 78 - Gonzalo Ríos 89                                                                                         |
| 29 marca 2014 | CA Vélez Sarsfield - Gimnasia y Esgrima La Plata 5:1 Lucas David Pratto 50, Héctor Miguel Canteros 68, Mauro Zárate 75, Agustín Lionel Allione 86, 89 - Rodrigo Contreras 22 |
| 30 marca 2014 | Arsenal Sarandí Buenos Aires - CA Colón 1:0 Milton Joel Caraglio 66 |
| 30 marca 2014 | Boca Juniors - River Plate 1:2 Juan Román Riquelme 68 - Manuel Lanzini 58, Ramiro Funes Mori 86                                                                              |
| 30 marca 2014 | Club Atlético Lanús - Rosario Central 2:1 Víctor Hugo Ayala 65, Carlos Izquierdoz 83 - Federico Gastón Carrizo 67                                                            |
| 30 marca 2014 | CA Tigre - San Lorenzo de Almagro 2:2 Matías Pérez García 64, Ariel Nahuelpan 87 - Ángel Correa 5, Emanuel Matías Más 90+3                                                   |

### Kolejka 11
| Data            | Mecz |
| --------------- | --- |
| 1 kwietnia 2014 | Argentinos Juniors - Atlético Rafaela 0:0 |
| 1 kwietnia 2014 | Olimpo Bahía Blanca - CA Vélez Sarsfield 1:2 Ezequiel Miralles 78 - Leandro Desábato 23, Dylan Gissi 53s |
| 1 kwietnia 2014 | CA Argentino de Quilmes - Belgrano Córdoba 1:0 Gastón Alejandro Turus 31s |
| 1 kwietnia 2014 | Racing Club de Avellaneda - Estudiantes La Plata 3:3 Esteban Ariel Saveljich 2, Rodrigo Javier De Paul 61, Gastón Matías Campi 90 - Guido Marcelo Carrillo 16, Juan Manuel Olivera 79, Patricio Julián Rodríguez 85 |
| 2 kwietnia 2014 | CA Colón - CA All Boys 1:0 Lucas León Landa 82 |
| 2 kwietnia 2014 | Godoy Cruz Antonio Tomba - Club Atlético Lanús 1:0 Mauro Iván Óbolo 17k mecz rozegrany został na stadionie Estadio Malvinas Argentinas                                                                              |
| 2 kwietnia 2014 | River Plate - Newell’s Old Boys 1:0 Carlos Carbonero 7 |
| 2 kwietnia 2014 | Rosario Central - Boca Juniors 2:1 Franco Niell 72, Alejandro César Donatti 76 - Emmanuel Gigliotti 14 |
| 3 kwietnia 2014 | Gimnasia y Esgrima La Plata - CA Tigre 3:1 Osvaldo Rubén Barsottini 28, Franco Gabriel Mussis 38, Lucas Matías Licht 61 - Sergio Ezequiel Araujo 22                                                                 |
| 3 kwietnia 2014 | San Lorenzo de Almagro - Arsenal Sarandí Buenos Aires 2:0 Julio Alberto Buffarini 29k, Héctor Daniel Villalba 79 |

### Kolejka 12
| Data            | Mecz |
| --------------- | --- |
| 5 kwietnia 2014 | Club Atlético Lanús - CA Colón 1:0 Víctor Hugo Ayala 2 |
| 5 kwietnia 2014 | CA Vélez Sarsfield - Racing Club de Avellaneda 0:1 Luciano Vietto 90+2 |
| 6 kwietnia 2014 | CA All Boys - San Lorenzo de Almagro 1:2 Javier Edgardo Cámpora 17 - Mauro Matos 83, Walter Kannemann 88                                                                     |
| 6 kwietnia 2014 | Arsenal Sarandí Buenos Aires - CA Tigre 0:1 Sergio Ezequiel Araujo 84 |
| 6 kwietnia 2014 | Atlético Rafaela - CA Argentino de Quilmes 2:2 Andrés Rodales 40, Alexis Jorge Niz 46 - Sebastián Rodrigo Martínez 67, Cristián Franco Lema 71                               |
| 6 kwietnia 2014 | Belgrano Córdoba - River Plate 2:1 Jorge Luis Velázquez 14, Lucas Manuel Zelarayán 85 - Teófilo Gutiérrez 18 mecz rozegrany został na stadionie Estadio Mario Alberto Kempes |
| 6 kwietnia 2014 | Boca Juniors - Godoy Cruz Antonio Tomba 3:0 Juan Román Riquelme 8k, Emmanuel Gigliotti 59, 82k                                                                               |
| 6 kwietnia 2014 | Newell’s Old Boys - Rosario Central 0:1 Franco Niell 47 |
| 7 kwietnia 2014 | Estudiantes La Plata - Argentinos Juniors 1:0 Juan Manuel Olivera 80 mecz rozegrany został na stadionie Estadio Ciudad de La Plata                                           |
| 8 kwietnia 2014 | Olimpo Bahía Blanca - Gimnasia y Esgrima La Plata 0:2 Álvaro Fernández 49, Maximiliano Eduardo Meza 90+1                                                                     |

### Kolejka 13
| Data             | Mecz |
| ---------------- | --- |
| 11 kwietnia 2014 | Rosario Central - Belgrano Córdoba 0:0 |
| 11 kwietnia 2014 | CA Tigre - CA All Boys 2:0 Ariel Nahuelpan 44, Matías Pérez García 73                                                                                |
| 12 kwietnia 2014 | Argentinos Juniors - CA Vélez Sarsfield 2:1 Juan Edgardo Ramírez 48, Pablo Barzola 90+3 - Roberto Nanni 67                                           |
| 12 kwietnia 2014 | CA Argentino de Quilmes - Estudiantes La Plata 1:3 Fernando Telechea 32 - Guido Marcelo Carrillo 20, 56, Silvio Marcos Dulcich 34s                   |
| 12 kwietnia 2014 | Racing Club de Avellaneda - Olimpo Bahía Blanca 1:1 Gastón Matías Campi 26 - José Adolfo Valencia 18                                                 |
| 12 kwietnia 2014 | San Lorenzo de Almagro - Club Atlético Lanús 1:4 Enzo Kalinski 58 - Marcos Emanuel Astina 32, Jorge Valdez Chamorro 37, 75, Diego Hernán González 72 |
| 13 kwietnia 2014 | CA Colón - Boca Juniors 0:0 |
| 13 kwietnia 2014 | Gimnasia y Esgrima La Plata - Arsenal Sarandí Buenos Aires 2:0 Maximiliano Eduardo Meza 11, 90+3                                                     |
| 13 kwietnia 2014 | Godoy Cruz Antonio Tomba - Newell’s Old Boys 0:1 Nicolás Castro 80 mecz rozegrany został na stadionie Estadio Malvinas Argentinas                    |
| 13 kwietnia 2014 | River Plate - Atlético Rafaela 2:0 Carlos Carbonero 55, Teófilo Gutiérrez 86                                                                         |

### Kolejka 14
| Data             | Mecz |
| ---------------- | --- |
| 15 kwietnia 2014 | Olimpo Bahía Blanca - Argentinos Juniors 3:0 Damián Marcelo Musto 5, José Adolfo Valencia 13, 42                                                                                       |
| 15 kwietnia 2014 | CA Vélez Sarsfield - CA Argentino de Quilmes 1:3 Lucas David Pratto 29 - Gonzalo Ríos 6, Joaquín Boghossian 9, Cristián Franco Lema 90+4k                                              |
| 16 kwietnia 2014 | Atlético Rafaela - Rosario Central 2:3 Lucas Albertengo 75, Diego Vera 90+5k - Sebastián Abreu 29k, Franco Niell 79, Paulo Andrés Ferrari 89                                           |
| 16 kwietnia 2014 | Boca Juniors - San Lorenzo de Almagro 0:0 |
| 16 kwietnia 2014 | Estudiantes La Plata - River Plate 0:0 mecz rozegrany został na stadionie Estadio Ciudad de La Plata                                                                                   |
| 16 kwietnia 2014 | Newell’s Old Boys - CA Colón 0:1 Lucas Nicolás Alario 76 |
| 17 kwietnia 2014 | CA All Boys - Arsenal Sarandí Buenos Aires 1:1 Leonel Di Plácido 84 - Mariano Raúl Echeverría 63                                                                                       |
| 17 kwietnia 2014 | Belgrano Córdoba - Godoy Cruz Antonio Tomba 1:2 Jorge Luis Velázquez 31 - Facundo Andrés Castillón 9, Leandro Grimi 78 mecz rozegrany został na stadionie Estadio Mario Alberto Kempes |
| 17 kwietnia 2014 | Racing Club de Avellaneda - Gimnasia y Esgrima La Plata 0:1 Álvaro Fernández 67 |
| 30 kwietnia 2014 | Club Atlético Lanús - CA Tigre 0:0 |

### Kolejka 15
| Data             | Mecz |
| ---------------- | --- |
| 19 kwietnia 2014 | CA Argentino de Quilmes - Olimpo Bahía Blanca 0:1 José Adolfo Valencia 60 |
| 19 kwietnia 2014 | Rosario Central - Estudiantes La Plata 0:0 |
| 19 kwietnia 2014 | San Lorenzo de Almagro - Newell’s Old Boys 0:0 |
| 20 kwietnia 2014 | Argentinos Juniors - Racing Club de Avellaneda 0:1 Rodrigo Javier De Paul 90 |
| 20 kwietnia 2014 | Arsenal Sarandí Buenos Aires - Club Atlético Lanús 3:1 Milton Joel Caraglio 58, 68, Diego Luis Braghieri 86 - Santiago Silva 90+3                                                      |
| 20 kwietnia 2014 | CA Colón - Belgrano Córdoba 0:0 |
| 20 kwietnia 2014 | River Plate - CA Vélez Sarsfield 1:0 Teófilo Gutiérrez 31 |
| 20 kwietnia 2014 | CA Tigre - Boca Juniors 0:1 Juan Román Riquelme 90+1 |
| 21 kwietnia 2014 | Gimnasia y Esgrima La Plata - CA All Boys 2:1 Lucas Matías Licht 8, Gustavo Leonardo Bou 69 - Jonathan Calleri 72                                                                      |
| 21 kwietnia 2014 | Godoy Cruz Antonio Tomba - Atlético Rafaela 3:0 Juan Eduardo Eluchans 22s, Julio César Rodríguez 48, Diego Rodríguez 76 mecz rozegrany został na stadionie Estadio Malvinas Argentinas |

### Kolejka 16
| Data             | Mecz |
| ---------------- | --- |
| 25 kwietnia 2014 | Newell’s Old Boys - CA Tigre 2:1 Ezequiel Ponce 55, Éver Banega 62 - Ariel Nahuelpan 50k |
| 26 kwietnia 2014 | Argentinos Juniors - Gimnasia y Esgrima La Plata 0:2 Maximiliano Eduardo Meza 3, Facundo Pereyra 50                                                                                                   |
| 26 kwietnia 2014 | Atlético Rafaela - CA Colón 1:1 Rodrigo Leonel Depetris 52 - Gabriel Graciani 62 |
| 26 kwietnia 2014 | Belgrano Córdoba - San Lorenzo de Almagro 0:0 mecz rozegrany został na stadionie Estadio Mario Alberto Kempes                                                                                         |
| 26 kwietnia 2014 | Racing Club de Avellaneda - CA Argentino de Quilmes 0:1 Gonzalo Ríos 78 |
| 26 kwietnia 2014 | CA Vélez Sarsfield - Rosario Central 4:1 Mauro Zárate 1, 22, Leonardo Gabriel Rolón 71, Jairo David Vélez 87 - Antonio César Medina 90                                                                |
| 27 kwietnia 2014 | Boca Juniors - Arsenal Sarandí Buenos Aires 4:2 Cristián Damián Erbes 1, Juan Román Riquelme 45k, Nicolás Carlos Colazo 54, Emmanuel Gigliotti 86k - Mariano Raúl Echeverría 17, Julio César Furch 90 |
| 27 kwietnia 2014 | Estudiantes La Plata - Godoy Cruz Antonio Tomba 0:1 Facundo Andrés Castillón 80 mecz rozegrany został na stadionie Estadio Ciudad de La Plata                                                         |
| 27 kwietnia 2014 | Club Atlético Lanús - CA All Boys 1:0 Santiago Silva 61 |
| 27 kwietnia 2014 | Olimpo Bahía Blanca - River Plate 1:1 Pablo Ariel Lugüercio 44 - Carlos Carbonero 16 |

### Kolejka 17
| Data        | Mecz |
| ----------- | --- |
| 2 maja 2014 | CA Argentino de Quilmes - Argentinos Juniors 1:0 Gonzalo Ríos 3                                                                                                   |
| 3 maja 2014 | CA Colón - Estudiantes La Plata 0:2 Franco Jara 42, Guido Marcelo Carrillo 53k                                                                                    |
| 3 maja 2014 | Godoy Cruz Antonio Tomba - CA Vélez Sarsfield 1:1 José Luis Fernández 10 - Facundo Omar Cardozo 80 mecz rozegrany został na stadionie Estadio Malvinas Argentinas |
| 3 maja 2014 | Rosario Central - Olimpo Bahía Blanca 0:0 |
| 3 maja 2014 | San Lorenzo de Almagro - Atlético Rafaela 2:0 Leandro Navarro 42, Facundo Tomás Quignon 69                                                                        |
| 4 maja 2014 | CA All Boys - Boca Juniors 1:3 Jonathan Calleri 51 - Juan Manuel Martínez 48, 64, Emmanuel Gigliotti 82                                                           |
| 4 maja 2014 | Arsenal Sarandí Buenos Aires - Newell’s Old Boys 3:2 Mariano Raúl Echeverría 2, 7, Emilio José Zelaya 88 - Fabián Miguel Muñoz 21, Lucas Bernardi 68k             |
| 4 maja 2014 | Gimnasia y Esgrima La Plata - Club Atlético Lanús 0:0 |
| 4 maja 2014 | River Plate - Racing Club de Avellaneda 3:2 Fernando Cavenaghi 25k, 54, Carlos Carbonero 43 - Diego Nicolás Villar 38, Gabriel Hauche 73                          |
| 5 maja 2014 | CA Tigre - Belgrano Córdoba 2:1 Kevin Fabián Itabel 25, Matías Pérez García 82 - César Emmanuel Pereyra 28                                                        |

### Kolejka 18
| Data         | Mecz |
| ------------ | --- |
| 9 maja 2014  | Olimpo Bahía Blanca - Godoy Cruz Antonio Tomba 3:1 Leonardo Gil 52, José Adolfo Valencia 68, Jonatan Matías Blanco 73k - Julio César Rodríguez 54    |
| 10 maja 2014 | Atlético Rafaela - CA Tigre 1:1 Lucas Albertengo 52 - Matías Pérez García 62                                                                         |
| 10 maja 2014 | Estudiantes La Plata - San Lorenzo de Almagro 3:0 Joaquín Correa 6, Franco Jara 13, 75 mecz rozegrany został na stadionie Estadio Ciudad de La Plata |
| 10 maja 2014 | Newell’s Old Boys - CA All Boys 4:2 Ezequiel Ponce 2, 24, Nicolás Castro 39, Maxi Rodríguez 83 - Rodrigo Arciero 20, Jonathan Calleri 68             |
| 10 maja 2014 | Racing Club de Avellaneda - Rosario Central 0:0 |
| 10 maja 2014 | CA Vélez Sarsfield - CA Colón 2:0 Mauro Zárate 7, 15                                                                                                 |
| 11 maja 2014 | Argentinos Juniors - River Plate 0:2 Gabriel Mercado 69, Teófilo Gutiérrez 78                                                                        |
| 11 maja 2014 | Belgrano Córdoba - Arsenal Sarandí Buenos Aires 0:0 mecz rozegrany został na stadionie Estadio Mario Alberto Kempes                                  |
| 11 maja 2014 | Boca Juniors - Club Atlético Lanús 3:1 Emmanuel Gigliotti 51, Nicolás Carlos Colazo 56, Claudio Riaño 72 - Diego Hernán González 54                  |
| 11 maja 2014 | CA Argentino de Quilmes - Gimnasia y Esgrima La Plata 2:0 Fernando Monetti 50s, Lucas Pérez Godoy 90+5                                               |

### Kolejka 19
| Data         | Mecz |
| ------------ | --- |
| 16 maja 2014 | CA All Boys - Belgrano Córdoba 0:0 |
| 17 maja 2014 | Rosario Central - Argentinos Juniors 3:2 Jesús Méndez 22, Franco Niell 26, Walter Rubén Acuña 84 - Gaspar Emanuel Iñíguez 71, Nicolás Freire 87 |
| 18 maja 2014 | Arsenal Sarandí Buenos Aires - Atlético Rafaela 1:2 Nicolás Diego Aguirre 14 - Juan Eduardo Eluchans 49, Lucas Albertengo 90+2 |
| 18 maja 2014 | CA Colón - Olimpo Bahía Blanca 2:1 Darío Alejandro Gandín 71, Lucas Nicolás Alario 90+4 - Matías Sarulyte 64 |
| 18 maja 2014 | Gimnasia y Esgrima La Plata - Boca Juniors 0:1 Luciano Federico Acosta 13 |
| 18 maja 2014 | Godoy Cruz Antonio Tomba - Racing Club de Avellaneda 2:1 Gonzalo Díaz 2, Facundo Andrés Castillón 61 - Roger Beyker Martínez 41 mecz rozegrany został na stadionie Estadio Malvinas Argentinas |
| 18 maja 2014 | Club Atlético Lanús - Newell’s Old Boys 1:1 Víctor Hugo Ayala 26 - Nicolás Castro 50 |
| 18 maja 2014 | River Plate - CA Argentino de Quilmes 5:0 (2:0) Sędzia: Silvio Aníbal Trucco Bramki: 1:0 Fernando Cavenaghi 10, 2:0 Gabriel Mercado 25, 3:0 Cristián Raúl Ledesma 63, 4:0 Fernando Cavenaghi 71, 5:0 Teófilo Gutiérrez 90 Żółte kartki: Cristián Raúl Ledesma 33, Leonel Jesús Vangioni 46, Fernando Cavenaghi 70 / Gonzalo Ríos 74 Club Atlético River Plate: Marcelo Alberto Barovero (76 kapitan) - Jonathan Maidana, Éder Álvarez Balanta, Carlos Carbonero, Fernando Cavenaghi (kapitan, 76 Juan Carlos Menseguez), Manuel Lanzini, Ariel Rojas (78 Osmar Ferreyra), Leonel Jesús Vangioni, Gabriel Mercado, Cristián Raúl Ledesma (71 Matías Kranevitter), Teófilo Gutiérrez. Trener: Ramón Ángel Díaz. Rezerwowi: Ramiro Funes Mori, Jonathan Fabbro, Leandro Chichizola (bramkarz), Daniel Villalva. Quilmes Atlético Club: Walter Benítez - Leandro Javier Díaz (57 Sebastián Ariel Romero), Joel Carli, Fernando Telechea, Cristián Franco Lema, Lucas Pérez Godoy (72 Matías Omar Morales), Gonzalo Ríos, Leandro Damián Benítez (kapitan), Cristian Damián Leyes, Emiliano Carrasco (57 Facundo Ignacio Diz), Lucas Matías Suárez. Trener: Ricardo Daniel Caruso. Rezerwowi: Sebastián Rodrigo Martínez, Silvio Marcos Dulcich (bramkarz), Arnaldo González, Genaro Agustín Vuanello. |
| 18 maja 2014 | CA Tigre - Estudiantes La Plata 2:1 Kevin Fabián Itabel 43, Erik Fernando Godoy 48 - Guido Marcelo Carrillo 24 |
| 19 maja 2014 | San Lorenzo de Almagro - CA Vélez Sarsfield 2:3 Mauro Matos 32, 75 - Mauro Zárate 30, 54, Lucas David Pratto 70k |

### Tabela końcowa Torneo Final 2013/2014
| Poz | Klub                         | Mecze | Zw | Rem | Por | Pkt | BrZd | BrStr |
| --- | ---------------------------- | ----- | -- | --- | --- | --- | ---- | ----- |
| 1   | River Plate                  | 19    | 11 | 4   | 4   | 37  | 28   | 15    |
| 2   | Boca Juniors                 | 19    | 9  | 5   | 5   | 32  | 25   | 15    |
| 3   | Estudiantes La Plata         | 19    | 8  | 8   | 3   | 32  | 20   | 11    |
| 4   | Godoy Cruz Antonio Tomba     | 19    | 9  | 5   | 5   | 32  | 23   | 18    |
| 5   | Gimnasia y Esgrima La Plata  | 19    | 9  | 4   | 6   | 31  | 24   | 19    |
| 6   | CA Vélez Sarsfield           | 19    | 9  | 3   | 7   | 30  | 34   | 26    |
| 7   | CA Colón                     | 19    | 8  | 6   | 5   | 30  | 14   | 13    |
| 8   | Rosario Central              | 19    | 7  | 7   | 5   | 28  | 21   | 21    |
| 9   | Club Atlético Lanús          | 19    | 8  | 4   | 7   | 28  | 21   | 23    |
| 10  | Olimpo Bahía Blanca          | 19    | 7  | 6   | 6   | 27  | 19   | 16    |
| 11  | San Lorenzo de Almagro       | 19    | 7  | 6   | 6   | 27  | 19   | 20    |
| 12  | Newell’s Old Boys            | 19    | 6  | 7   | 6   | 25  | 22   | 18    |
| 13  | CA Tigre                     | 19    | 5  | 9   | 5   | 24  | 14   | 14    |
| 14  | CA Argentino de Quilmes      | 19    | 7  | 3   | 9   | 24  | 16   | 22    |
| 15  | Belgrano Córdoba             | 19    | 3  | 11  | 5   | 20  | 17   | 21    |
| 16  | Atlético Rafaela             | 19    | 4  | 8   | 7   | 20  | 22   | 28    |
| 17  | Arsenal Sarandí Buenos Aires | 19    | 5  | 3   | 11  | 18  | 19   | 28    |
| 18  | Racing Club de Avellaneda    | 19    | 4  | 5   | 10  | 17  | 19   | 24    |
| 19  | Argentinos Juniors           | 19    | 3  | 6   | 10  | 15  | 9    | 21    |
| 20  | CA All Boys                  | 19    | 3  | 6   | 10  | 15  | 14   | 27    |

### Klasyfikacja strzelców bramek Torneo Final 2013/2014
| Gole | Piłkarz                 | Klub                         |
| ---- | ----------------------- | ---------------------------- |
| 13   | Mauro Zárate            | Vélez Sarsfield              |
| 9    | Guido Marcelo Carrillo  | Estudiantes La Plata         |
| 8    | Fernando Cavenaghi      | River Plate                  |
| 8    | Emmanuel Gigliotti      | Boca Juniors                 |
| 7    | José Adolfo Valencia    | Olimpo Bahía Blanca          |
| 6    | Mariano Raúl Echeverría | Arsenal Sarandí Buenos Aires |
| 6    | Carlos Carbonero        | River Plate                  |
| 6    | Teófilo Gutiérrez       | River Plate                  |

## Campeonato de Primera División 2013/2014
O tytuł mistrza Argentyny w sezonie 2013/2014 zmierzył się mistrz turnieju Inicial (San Lorenzo de Almagro) z mistrzem turnieju Final (River Plate).
| Campeonato de Primera División 2013/14 |
| --- |
| 24 maja 2014 La Punta, Estadio Provincial Juan Gilberto Funes San Lorenzo de Almagro – River Plate 0:1 (0:0) Sędzia: Néstor Fabián Pitana (asystenci: Hernán Pablo Maidana, Juan Pablo Belatti; czwarty sędzia: Mauro Vigliano) Bramki: 0:1 Germán Alejandro Pezzella 72 Żółte kartki: Julio Alberto Buffarini 81, Fabricio Bautista Fontanini 71, Santiago Juan Gentiletti 23 / Gabriel Mercado 84, Germán Alejandro Pezzella 77, Ramiro Funes Mori 18, Daniel Villalva 54 Club Atlético San Lorenzo de Almagro: Sebastián Alberto Torrico - Julio Alberto Buffarini (64 kapitan), Fabricio Bautista Fontanini, Santiago Juan Gentiletti, Emanuel Matías Más (76 Martín Cauteruccio), Héctor Daniel Villalba, Juan Ignacio Mercier (80 Leandro Navarro), Néstor Ortigoza, Leandro Atilio Romagnoli (kapitan, 64 Juan Ignacio Cavallaro), Ángel Correa, Mauro Matos. Trener: Edgardo Bauza. Rezerwowi: Cristian Darío Álvarez, Walter Kannemann, Gonzalo Sebastián Prósperi, Enzo Kalinski. Club Atlético River Plate: Marcelo Alberto Barovero (46 kapitan) - Gabriel Mercado, Jonathan Maidana (22 Germán Alejandro Pezzella), Ramiro Funes Mori, Leonel Jesús Vangioni, Carlos Carbonero, Cristián Raúl Ledesma, Ariel Rojas, Manuel Lanzini, Daniel Villalva (85 Matías Kranevitter), Fernando Cavenaghi (kapitan, 46 Giovanni Pablo Simeone). Trener: Ramón Ángel Díaz. Rezerwowi: Néstor Fabián Pitana, Hernán Pablo Maidana, Juan Pablo Belatti. |

- Mistrzem Argentyny został klub River Plate.
- Wicemistrzem Argentyny został klub San Lorenzo de Almagro.

## Tabela spadkowa 2013/14
| Poz | Klub                         | 2011/12 pkt/m | 2012/13 pkt/m | 2013/14 pkt/m | Razem pkt/mecze | Średnia |
| --- | ---------------------------- | ------------- | ------------- | ------------- | --------------- | ------- |
| 1   | Boca Juniors                 | 76/38         | 51/38         | 61/38         | 188/114         | 1.649   |
| 2   | CA Vélez Sarsfield           | 64/38         | 61/38         | 61/38         | 186/114         | 1.632   |
| 3   | River Plate                  | 0/0           | 64/38         | 58/38         | 122/76          | 1.605   |
| 4   | Club Atlético Lanús          | 55/38         | 67/38         | 59/38         | 181/114         | 1.588   |
| 5   | Newell’s Old Boys            | 48/38         | 74/38         | 56/38         | 178/114         | 1.561   |
| 6   | Gimnasia y Esgrima La Plata  | 0/0           | 0/0           | 57/38         | 57/38           | 1.500   |
| 7   | Arsenal Sarandí Buenos Aires | 62/38         | 60/38         | 48/38         | 170/114         | 1.491   |
| 8   | Belgrano Córdoba             | 55/38         | 59/38         | 49/38         | 163/114         | 1.430   |
| 9   | Rosario Central              | 0/0           | 0/0           | 54/38         | 54/38           | 1.421   |
| 10  | San Lorenzo de Almagro       | 44/38         | 58/38         | 60/38         | 162/114         | 1.421   |
| 11  | Estudiantes La Plata         | 50/38         | 48/38         | 59/38         | 157/114         | 1.377   |
| 12  | Olimpo Bahía Blanca          | 0/0           | 0/0           | 50/38         | 50/38           | 1.316   |
| 13  | CA Tigre                     | 63/38         | 34/38         | 49/38         | 146/114         | 1.281   |
| 14  | Racing Club de Avellaneda    | 50/38         | 62/38         | 33/38         | 145/114         | 1.272   |
| 15  | Godoy Cruz Antonio Tomba     | 38/38         | 49/38         | 56/38         | 143/114         | 1.254   |
| 16  | CA Argentino de Quilmes      | 0/0           | 50/38         | 45/38         | 95/76           | 1.250   |
| 17  | Atlético Rafaela             | 50/38         | 43/38         | 49/38         | 142/114         | 1.246   |
| 18  | CA Colón                     | 60/38         | 46/38         | 36/38         | 142/114         | 1.246   |
| 19  | CA All Boys                  | 54/38         | 41/38         | 37/38         | 132/114         | 1.158   |
| 20  | Argentinos Juniors           | 49/38         | 37/38         | 40/38         | 126/114         | 1.105   |

### Baraż o utrzymanie się w I lidze
Kluby CA Colón i Atlético Rafaela uzyskały w tabeli spadkowej jednakową średnią i stąd konieczne było rozegranie barażu, by wyłonić trzeciego spadkowicza.
| Data         | Mecz |
| ------------ | --- |
| 24 maja 2014 | CA Colón - Atlético Rafaela 0:1 Rodrigo Leonel Depetris 56 mecz rozegrany został na stadionie klubu Rosario Central |

Do drugiej ligi spadł klub CA Colón.

## Sumaryczna tabela sezonu 2013/14
| Poz | Klub                         | Mecze | Zw | Rem | Por | Pkt | BrZd | BrStr |
| --- | ---------------------------- | ----- | -- | --- | --- | --- | ---- | ----- |
| 1   | CA Vélez Sarsfield           | 38    | 17 | 10  | 11  | 61  | 58   | 42    |
| 2   | Boca Juniors                 | 38    | 17 | 10  | 11  | 61  | 50   | 39    |
| 3   | San Lorenzo de Almagro       | 38    | 16 | 12  | 10  | 60  | 48   | 37    |
| 4   | Club Atlético Lanús          | 38    | 16 | 11  | 11  | 59  | 53   | 41    |
| 5   | Estudiantes La Plata         | 38    | 14 | 17  | 7   | 59  | 36   | 25    |
| 6   | River Plate                  | 38    | 16 | 10  | 12  | 58  | 40   | 29    |
| 7   | Gimnasia y Esgrima La Plata  | 38    | 15 | 12  | 11  | 57  | 45   | 43    |
| 8   | Newell’s Old Boys            | 38    | 14 | 14  | 10  | 56  | 49   | 39    |
| 9   | Godoy Cruz Antonio Tomba     | 38    | 15 | 11  | 12  | 56  | 40   | 35    |
| 10  | Rosario Central              | 38    | 14 | 12  | 12  | 54  | 43   | 45    |
| 11  | Olimpo Bahía Blanca          | 38    | 13 | 11  | 14  | 50  | 38   | 41    |
| 12  | Belgrano Córdoba             | 38    | 11 | 16  | 11  | 49  | 45   | 41    |
| 13  | CA Tigre                     | 38    | 12 | 13  | 13  | 49  | 34   | 35    |
| 14  | Atlético Rafaela             | 38    | 12 | 13  | 13  | 49  | 47   | 53    |
| 15  | Arsenal Sarandí Buenos Aires | 38    | 12 | 12  | 14  | 48  | 41   | 47    |
| 16  | CA Argentino de Quilmes      | 38    | 12 | 9   | 17  | 45  | 30   | 45    |
| 17  | Argentinos Juniors           | 38    | 10 | 10  | 18  | 40  | 26   | 40    |
| 18  | CA All Boys                  | 38    | 8  | 13  | 17  | 37  | 33   | 46    |
| 19  | CA Colón                     | 38    | 11 | 9   | 18  | 36  | 22   | 38    |
| 20  | Racing Club de Avellaneda    | 38    | 8  | 9   | 21  | 33  | 31   | 48    |

### Baraż Copa Libertadores
Kluby Boca Juniors i CA Vélez Sarsfield zdobyły jednakową liczbę punktów w tabeli sumarycznej, toteż dla wyłonienia drużyny, która w 2015 roku zagra w Copa Libertadores konieczny był baraż.
| Data             | Mecz                                                           |
| ---------------- | -------------------------------------------------------------- |
| 28 stycznia 2015 | Boca Juniors – CA Vélez Sarsfield 1:0 Nicolás Carlos Colazo 34 |

Do turnieju Copa Libertadores 2015 zakwalifikował się klub Boca Juniors.